# Auditorium San Rocco (Carpi)
L'auditorium San Rocco è parte di una struttura che comprende anche un istituto musicale ed appartiene al complesso conventuale della ex chiesa di Santa Maria delle Grazie (poi chiesa di San Rocco) in via San Rocco a Carpi. Risale alla fine del XV secolo.

## Storia

### Chiesa di Santa Maria delle Grazie
In origine la chiesa di San Rocco fu dedicata a Santa Maria delle Grazie e venne fondata dal signore di Carpi Alberto III Pio di Savoia nel 1495. Il cantiere per la sua costruzione fu chiuso nel 1523, dopo che anche il primitivo sito per la costruzione del luogo di culto venne cambiato, e da quel momento la devozione popolare portò al suo utilizzo per la pratica della recita del Rosario.
Attorno alla metà del XVI secolo il chiostro del convento era ancora incompleto e la stessa chiesa fu ultimata solo nel 1584.

### Chiesa di San Rocco
All'inizio del XVIII secolo fu necessario un intervento per la ricostruzione dell'edificio poiché versava in pessime condizioni e dal 1768 (o forse dal 1771) il luogo di culto venne condotto dalla Confraternita di San Rocco. Da quel momento la chiesa ebbe la nuova dedicazione a San Rocco.
A partire dal 1829 il convento divenne sede di un istituto per l'educazione delle giovani affidato alle Suore del Gesù. Nella seconda metà del XX secolo la struttura conventuale cadde in stato di abbandono e fu acquistato dal municipio per destinarla a nuova sede per l'istituto musicale della città.

### Auditorium San Rocco
La chiesa di San Rocco venne sconsacrata e chiusa al culto negli anni settanta e da quel momento attraversò un periodo di quasi abbandono. Intanto subì gravi danni alla sua statica col terremoto del 1986, peggiorati con le scosse del 1996. A partire dal 2004 la Fondazione Cassa di Risparmio di Carpi acquistò il complesso e ne realizzò la sua ristrutturazione e trasformazione in moderno auditorium.

## Descrizione
La facciata conserva ancora parte della struttura originale.
Il cortile interno, che è stato ultimato nel 1750, è un chiostro che conserva l'alto portico voltato a crociera.
Dell'antica struttura religiosa rimane la piccola torre campanaria posta sopra il portico vicino alla chiesa.
La sala, che è l'antica navata della chiesa di Santa Maria delle Grazie poi di San Rocco, conserva le otto cappelle laterali e la zona presbiteriale, leggermente rialzata e con quattro colonne. La sala conserva le decorazioni a stucchi ed affreschi opera di Giovan Battista Fassetti. Gli spazi anticamente destinati ad uso religioso sono stati trasformati per diventare ambienti adatti all'uso teatrale come cabina di regia, camerini e depositi.

## Utilizzo
Il chiostro viene utilizzato, in particolare nel periodo estivo, per varie manifestazioni come rassegne cinematografiche, concerti e spettacoli.